# Dolichostyrax tuberculatus
Dolichostyrax tuberculatus är en skalbaggsart som beskrevs av Fisher 1936. Dolichostyrax tuberculatus ingår i släktet Dolichostyrax och familjen långhorningar. Inga underarter finns listade i Catalogue of Life.